# Victor Hayward
Victor George Hayward (1888, Londres - 8 mai 1916, Antarctique) est un greffier dont le goût pour l'aventure l'a emmené à explorer l'Antarctique en tant que membre de l'expédition Endurance d'Ernest Shackleton (1914-1917).

## Biographie
Il avait déjà travaillé dans un ranch du nord du Canada et de cette expérience, combinée avec sa polyvalence, fut suffisante pour qu'il soit engagé par Shackleton comme assistant dans l'équipage situé en mer de Ross qui apportait son soutien à un autre groupe en établissant des dépôts de nourritures et de matériel pour permettre la traversée du continent.
Hayward s'est rapidement avéré être travailleur et plein de ressources. Il fut l'un des dix membres qui furent bloqués lorsque leur navire Aurora perdit ses amarres en laissant l'équipe seule. Dans des circonstances difficiles, il a joué un grand rôle dans les efforts du groupe pour remplir sa mission, en dépit de son manque de nourriture, de vêtements et d'équipement. Pendant la phase principale de la pose de dépôts sur la barrière de Ross en 1915-1916, Hayward fut l'un des six hommes qui a marché jusqu'au glacier Beardmore pour poser le dernier dépôt. Sur le retour vers l'île de Ross, le groupe est tombé malade du scorbut, ce qui causa la mort d'Arnold Spencer-Smith. Lui-même souffrant, Hayward contribua à ramener le reste de l'équipe jusqu'à la sécurité relative de l'abri de la péninsule de Hut Point.
Hayward disparut le 8 mai 1916 avec Æneas Mackintosh tout en marchant à travers la surface gelée du détroit de McMurdo, dans l'espoir de parvenir au camp de base de l'expédition au cap Evans. Son corps n'a jamais été retrouvé.
Sept ans plus tard, Hayward reçoit à titre posthume la médaille Albert pour ses efforts pour sauver la vie de ses compagnons.